# ジョーイ・キング
ジョーイ・リン・キング（Joey Lynn King, 1999年7月30日 - ）は、アメリカ合衆国の女優。

## 経歴
カリフォルニア州ロサンゼルス出身。姉のハーレイ(現ハンター)、ケリーも女優である。
『再会の街で』（2007年）で主人公の娘役で映画デビューをする。その後、『ホートン/ふしぎな世界のダレダーレ』（2008年）でケイティの声を担当し、『アイス・エイジ3/ティラノのおとしもの』（2009年）ではビーバーの声を担当した。また、『 REC:レック/ザ・クアランティン』（2008年）にも出演した。 2010年には、ドラマシリーズ、『ゴースト 〜天国からのささやき』にゲスト出演。 また、『スイート・ライフ』のエミリー・メイソン役で2つのエピソードに出演した。他のテレビ出演作品には、『アントラージュ★オレたちのハリウッド』、『CSI:科学捜査班』、『ミディアム 霊能者アリソン・デュボア』、『Life in Pieces』などがある。
初主演はビバリー・クリアリーの小説シリーズを映画化した、 『ラモーナのおきて』（2010年）で、ラモーナ・クインビー役で出演した。また、映画のためのシングル「Ramona Blue」をリリースした。
『世界侵略: ロサンゼルス決戦 』（2011年）に出演し、キルステンという少女を演じた。 また、2011年には『ラブ・アゲイン』に出演した。 また、テイラー・スウィフトの「Mean」のミュージックビデオに、学生役で出演した。
クリストファー・ノーラン監督のバットマン第3作目『ダークナイト ライジング』（2012年）で、若き日のタリア・アル・グール役を演じた。 また、短命コメディシリーズ『Bent』、『New Girl / ダサかわ女子と三銃士』へのゲスト出演、『The Haunting Hour: The Serie』の最終回に出演した。
2013年、『オズ はじまりの戦い』『ホワイトハウス・ダウン』『Family Weekend』『死霊館』に出演。 2014年には、『WISH I WAS HERE 僕らのいる場所』に出演したほか、『ファーゴ』に警察官ガス・グリムリーの娘グレタ・グリムリー役で出演した。
2016年、キングは青春ドラマ映画『The Possibility of Fireflies』にキャスティングされた。 2017年のホラースリラー映画『スレンダーマン 奴を見たら、終わり』では、主人公のクレア役を演じた。
2018年には、Netflixのティーン向けロマンティックコメディ『キスから始まるものがたり』でエル・エヴァンス役で主演。 彼女は続編の『キスから始まるものがたり2』（2020年）で役を再演し、『キスから始まるものがたり3』（2021年予定）で再び出演することになった。
2019年には、Huluで配信されている実話犯罪アンソロジーテレビシリーズ『見せかけの日々』で主演を務め、ジプシー・ローズを演じた。また、CBSのコメディ『Life In Peace』の第4シーズンにモーガン役で出演した。

### 私生活
2022年3月、『見せかけの日々』の制作・監督を務めたSteven Pietとの婚約を発表した。

## フィルモグラフィ

### 映画
| 年   | 題名                                                                | 役名                           | 備考                     | 吹き替え   |
| ---- | ------------------------------------------------------------------- | ------------------------------ | ------------------------ | ---------- |
| 2006 | Grace                                                               |                                | 短編                     | N/A        |
| 2007 | 再会の街で Reign Over Me                                            | ジーナ・ファインマン           | クレジットなし           |            |
| 2008 | ホートン/ふしぎな世界のダレダーレ Horton Hears a Who!               | ケイティ                       | 声の出演                 | かないみか |
| 2008 | REC:レック/ザ・クアランティン Quarantine                            | ブリアナ                       |                          | 不明       |
| 2009 | アイス・エイジ3/ティラノのおとしもの Ice Age: Dawn of the Dinosaurs | Beaver Girl                    | 声の出演                 |            |
| 2010 | ラモーナのおきて Ramona and Beezus                                  | ラモーナ・クインビー           |                          | 大谷育江   |
| 2011 | 世界侵略: ロサンゼルス決戦 Battle: Los Angeles                      | キルステン                     | 不明                     |            |
| 2011 | ラブ・アゲイン Crazy, Stupid, Love.                                 | モリー・ウィーヴァー           | 不明                     |            |
| 2012 | ダークナイト ライジング The Dark Knight Rises                       | 少女時代のタリサ・アル・グール | （台詞なし）             |            |
| 2013 | オズ はじまりの戦い Oz: The Great and Powerful                      | 陶器の少女                     | 飯野茉優                 |            |
| 2013 | ファミリー・ウィークエンド Family Weekend                           | ルシンダ・スミス＝ダンギー     | 日本劇場未公開           | 不明       |
| 2013 | ホワイトハウス・ダウン White House Down                             | エミリー・ケイル               |                          | 小林由美子 |
| 2013 | 死霊館 The Conjuring                                                | クリスティン・ペロン           | 清水理沙                 |            |
| 2014 | WISH I WAS HERE 僕らのいる場所 Wish I Was Here                      | グレース・ブルーム             | （吹き替え版なし）       |            |
| 2015 | ストーンウォール Stonewall                                          | フィービ・ウィンターズ         | 孫崎純                   |            |
| 2016 | インデペンデンス・デイ: リサージェンス Independence Day: Resurgence | サム                           | 潘めぐみ                 |            |
| 2017 | ジーサンズ はじめての強盗 Going in Style                            | ブルックリン                   | 瀬戸麻沙美               |            |
| 2017 | 7 WISH/セブン・ウィッシュ Wish Upon                                 | クレア・シャノン               | さいとうよしえ           |            |
| 2017 | Smartass                                                            | Freddie                        | N/A                      |            |
| 2018 | グレイテスト・サマー Summer '03                                     | ジェイミー                     | （吹き替え版なし）       |            |
| 2018 | Radium Girls                                                        | ベシー                         | N/A                      |            |
| 2018 | キスから始まるものがたり The Kissing Booth                          | ロシェル・エヴァンズ           | Netflix映画              | 伊瀬茉莉也 |
| 2018 | スレンダーマン 奴を見たら、終わり Slender Man                       | レン                           | 日本劇場未公開           | 濱口綾乃   |
| 2018 | 冷たい嘘 The Lie                                                    | ケイラ                         |                          | 松井暁波   |
| 2019 | ゼロヴィル Zeroville                                                | ザジー                         | 南野こころ               |            |
| 2020 | キスから始まるものがたり2 The Kissing Booth 2                       | ロシェル・エヴァンズ           | Netflix映画              | 伊瀬茉莉也 |
| 2021 | キスから始まるものがたり3 The Kissing Booth 3                       | ロシェル・エヴァンズ           | Netflix映画              | 伊瀬茉莉也 |
| 2022 | イン・ビトウィーン The In Between                                   | テッサ                         |                          | 伊瀬茉莉也 |
| 2022 | ザ・プリンセス The Princess                                         | 王女                           | 兼製作総指揮             | Lynn       |
| 2022 | ブレット・トレイン Bullet Train                                     | プリンス                       |                          | 山本舞香   |
| 2024 | 怪盗グルーのミニオン超変身 Despicable Me 4                          | ポピー・プレスコット           | 声の出演                 | 山田杏奈   |
| 2024 | ファミリー・アフェア A Family Affair                                | ザラ・フォード                 | Netflix映画              | 伊瀬茉莉也 |
| 2024 | アグリーズ Uglies                                                   | タリー・ヤングブラッド         | Netflix映画 兼製作総指揮 | 伊瀬茉莉也 |

### テレビシリーズ
| 年        | 題名                                                         | 役名                            | 備考                                                                               | 吹き替え           |
| --------- | ------------------------------------------------------------ | ------------------------------- | ---------------------------------------------------------------------------------- | ------------------ |
| 2006      | スイート・ライフ The Suite Life of Zack & Cody               | エミリー・マンソン              | シーズン2第3話: "Day Care"                                                         |                    |
| 2006      | スイート・ライフ The Suite Life of Zack & Cody               | エミリー・マンソン              | シーズン2第9話: "Books and Birdhouses"                                             |                    |
| 2006      | ジェリコ 閉ざされた街 Jericho                                | サリー                          | シーズン1第1話: 「終わりの始まり」（"Pilot"）                                      |                    |
| 2007      | ジェリコ 閉ざされた街 Jericho                                | サリー                          | シーズン1第12話: 「爆発36時間前」（"The Day Before"）                              |                    |
| 2007      | Backyards & Bullets                                          | Junie Garrison                  | テレビ映画                                                                         | N/A                |
| 2007      | アントラージュ★オレたちのハリウッド Entourage                | Chuck Liddell's Daughter        | シーズン3第16話: "Gotcha!"                                                         |                    |
| 2007      | Avenging Angel                                               | アメリア                        | テレビ映画                                                                         | N/A                |
| 2007      | CSI:科学捜査班 CSI: Crime Scene Investigation                | 少女                            | シーズン7第24話: 「殺人模型の正体」（"Living Doll"）                               |                    |
| 2008      | CSI:科学捜査班 CSI: Crime Scene Investigation                | Nora Rowe                       | シーズン9第7話: 「ナタリーの模型」（"Woulda, Coulda, Shoulda"）                    |                    |
| 2008      | Untitled Liz Meriwether Project                              | Lucy                            | パイロット版                                                                       | N/A                |
| 2008      | ミディアム 霊能者アリソン・デュボア Medium                   | Kelly Mackenzie age 8           | シーズン4第16話: 「夢に溺れて」（"Drowned World"）                                 |                    |
| 2009      | Anatomy of Hope                                              | Lucy Morgan                     | テレビ映画                                                                         | N/A                |
| 2010      | Elevator Girl                                                | Paige                           | テレビ映画                                                                         | N/A                |
| 2010      | ゴースト 〜天国からのささやき Ghost Whisperer                | Cassidy                         | シーズン5第16話: "Old Sins Cast Long Shadows"                                      |                    |
| 2010      | ゴースト 〜天国からのささやき Ghost Whisperer                | Cassidy                         | シーズン5第22話: "The Children's Parade"                                           |                    |
| 2011      | Bent                                                         | Frankie Meyers                  |                                                                                    | N/A                |
| 2014      | 背徳の預言者 ウォレン・ジェフス Outlaw Prophet: Warren Jeffs | エリッサ                        | テレビ映画                                                                         |                    |
| 2014-2015 | FARGO/ファーゴ Fargo                                         | グレタ・グリムリー              | 計9話出演                                                                          | 下山田綾華         |
| 2016      | THE FLASH/フラッシュ The Flash                               | フランキー・ケイン / マジェンタ | シーズン3第3話: 「新たなスピードスター」（"Magenta"）                              | 優木かな           |
| 2019      | 見せかけの日々 The Act                                       | ジプシー・ブランチャード        | 主演                                                                               | 北焬子             |
| 2020      | ザ・シンプソンズ The Simpsons                                | アディ                          | 声の出演 シーズン31第21話: 「意地悪な女の子たち」（"The Hateful Eight-Year-Olds"） | （吹き替え版なし） |
| 2020      | CREEPSHOW/クリープショー Creepshow                           | ブレイク                        | 声の出演 アニメスペシャル                                                          | 不明               |
| 2021      | CALLS コール Calls                                           | スカイラー                      | 声の出演 第7話「ママ」（"Mom"）                                                    | 不明               |
| 2024      | 私たちは幸運だった We Were the Lucky Ones                    | ハリナ・クルツ                  | 計8話出演                                                                          | （吹き替え版なし） |

## 受賞とノミネート
| 賞                     | 年   | 部門                               | 結果       | 作品                                     |
| ---------------------- | ---- | ---------------------------------- | ---------- | ---------------------------------------- |
| ヤング・アーティスト賞 | 2009 | テレビシリーズ演技賞（ゲスト女優） | ノミネート | 『CSI:科学捜査班』                       |
| ヤング・アーティスト賞 | 2010 | 声優賞                             | ノミネート | 『アイス・エイジ3/ティラノのおとしもの』 |
| ヤング・アーティスト賞 | 2010 | テレビシリーズ演技賞（女優）       | ノミネート | Anatomy of Hope                          |
| ヤング・アーティスト賞 | 2011 | 長編映画演技賞（10歳以下主演女優） | 受賞       | 『ラモーナのおきて』                     |